# Mauricio Pineda (calciatore 1997)
Mauricio Pineda (Bolingbrook, 17 ottobre 1997) è un calciatore statunitense, difensore del Chicago Fire.

## Caratteristiche tecniche
È un difensore centrale.

## Carriera

### Club
Cresciuto nel settore giovanile del Chicago Fire, dal 2016 al 2019 gioca nel North Carolina Tar Heels, la squadra dell'Università della Carolina del Nord a Chapel Hill; durante questo periodo fa alcune apparizioni in USL League Two con Tobacco Road e North Carolina U-23.
Nel gennaio del 2017 firma il primo contratto professionistico con il Chicago Fire ed il 1º marzo seguente fa il suo esordio fra i professionisti nel match di Major League Soccer perso 2-1 contro il Seattle Sounders.

### Nazionale
Ha giocato nella nazionale statunitense Under-23.

## Statistiche

### Presenze e reti nei club
Statistiche aggiornate al 20 ottobre 2024.
| Stagione            | Squadra             | Campionato          | Campionato | Campionato | Coppe nazionali | Coppe nazionali | Coppe nazionali | Coppe continentali | Coppe continentali | Coppe continentali | Altre coppe | Altre coppe | Altre coppe | Totale | Totale |
| Stagione            | Squadra             | Comp                | Pres       | Reti       | Comp            | Pres            | Reti            | Comp               | Pres               | Reti               | Comp        | Pres        | Reti        | Pres   | Reti   |
| ------------------- | ------------------- | ------------------- | ---------- | ---------- | --------------- | --------------- | --------------- | ------------------ | ------------------ | ------------------ | ----------- | ----------- | ----------- | ------ | ------ |
| 2020                | Chicago Fire        | MLS                 | 20         | 2          | -               | -               | -               | -                  | -                  | -                  | MisB        | 3           | 1           | 23     | 3      |
| 2021                | Chicago Fire        | MLS                 | 29         | 1          | -               | -               | -               | -                  | -                  | -                  | -           | -           | -           | 29     | 1      |
| 2022                | Chicago Fire        | MLS                 | 27         | 1          | USOC            | 0               | 0               | -                  | -                  | -                  | -           | -           | -           | 27     | 1      |
| 2023                | Chicago Fire        | MLS                 | 24         | 1          | USOC            | 4               | 0               | -                  | -                  | -                  | LC          | 3           | 0           | 31     | 1      |
| 2024                | Chicago Fire        | MLS                 | 21         | 1          | -               | -               | -               | -                  | -                  | -                  | LC          | 1           | 0           | 22     | 1      |
| Totale Chicago Fire | Totale Chicago Fire | Totale Chicago Fire | 121        | 6          |                 | 4               | 0               |                    | -                  | -                  |             | 7           | 1           | 132    | 7      |
| Totale carriera     | Totale carriera     | Totale carriera     | 121        | 6          |                 | 4               | 0               |                    | -                  | -                  |             | 7           | 1           | 132    | 7      |